# Debito di ossa
Debito di ossa è una novella di genere high fantasy, che fa da prequel alla serie La spada della verità, creato dallo scrittore statunitense Terry Goodkind. Fu pubblicata per la prima volta nell'antologia Legends (1998), curata da Robert Silverberg e tradotta in Italiano nel 2002, e nel 2001 come libro a sé stante, edito in Italia nel 2007.

## Trama
La vicenda del racconto è ambientata nell'universo della Spada della Verità, e tratta fatti successi qualche decennio prima della vicenda principale. Il protagonista del racconto è Zedd, nelle vesti di Primo Mago.
Una giovane donna, Abigail (Abby), si reca nella città di Aydindril. L'esercito del D'Hara, in guerra con le Terre Centrali, ha occupato il suo villaggio, Guado di Coney, prendendo prigionieri tutti gli abitanti. Tra questi vi sono anche Philip, il marito della donna e la loro bambina, Jana, che Abby vorrebbe disperatamente salvare.
Dopo una lunga attesa per ricevere udienza presso il Mastio del Mago, un'incantatrice, Delora, l'accompagna al cospetto del Mago di primo ordine, Zeddicus Zu'l Zorander. Abby espone la situazione del suo villaggio ma non riesce ad ottenere l'aiuto sperato: Zedd dichiara di non poter mettere in pericolo molte vite per salvare i pochi abitanti di Guado di Coney.
Disperata, Abby si allontana dalla sala e viene consolata da Delora e dalla Madre Depositaria, che l'avvicinano e le raccontano la triste vita di Zedd. Il mago è rimasto da poco vedovo dopo che il sovrano dei D'Hariani, Panis Rahl, ne ha crudelmente ucciso la moglie. Padre di una bambina, si è a sua volta visto sottrarre la piccola dal nemico, ma ha rinunciato a salvarla per dedicarsi alla difesa delle Terre Centrali. Pur sentendosi in colpa per la sua richiesta, Abby dichiara di aver diritto all'aiuto per sua figlia: la famiglia del mago è legata alla sua da un debito, e lei porta con sé un osso che ne attesta la verità. Vedendolo, le due donne acconsentono a fissare un nuovo incontro con il Mago e lasciano Abby in una locanda, dove una vecchia di nome Mariska la minaccia.
Il giorno seguente, Abby parla nuovamente col Mago e mostrandogli l'osso ottiene l'aiuto sperato. Zedd si mette subito in viaggio con una parte dell'esercito e giunto al villaggio segue Abby in un sentiero isolato. Fatti pochi passi, una Mord-Sith attacca Zedd e lo cattura: Abby dimostra di sapere dell'imboscata, ma sentendosi in colpa cerca di aiutare il mago. Il rapido intervento della Madre Depositaria capovolge la situazione e il Mago viene liberato lasciando la nemica in preda all'agonia. Zedd sembra aver capito la situazione sin dall'inizio, non incolpa Abby del tradimento ma le dà poche ore per entrare nell'accampamento nemico e cercare la figlia: allo scadere del tempo una grande magia avrebbe investito i D'Hariani.
Abby si pone subito alla ricerca della bambina ma non la trova, scoprendo invece il nascondiglio della figlia di Zedd. Impietosita usa gli ultimi attimi a sua disposizione per portarla via con sé.
Il Mago con un inganno fa sì che i prigionieri del nemico vengano liberati, quindi scatena la sua magia innalzando un confine col mondo dei morti, a separazione delle Terre Centrali dal D'Hara. La guerra è così finita e Zedd si impegna a costruire un secondo confine nelle Terre Centrali, per separare i difensori della magia da coloro che vorrebbero vivere in un mondo privo di quest'ultima.

## Edizioni
- Terry Goodkind, Debito di ossa, traduzione di Marina Deppisch, Fanucci, 2007,  p. 96, ISBN 978-88-347-1327-3.
- Terry Goodkind, Debito di ossa, Fanucci Tif Extra, 2007,  p. 89, ISBN 978-88-347-1837-7.